# Snøfugldalen
Das Snøfugldalen (norwegisch; japanisch 雪鳥沢 Yukidori Zawa, deutsch ‚Schneesturmvogeltal‘) ist ein 3 km langes und 0,8 km breites Tal mit ost-westlicher Ausrichtung an der Prinz-Harald-Küste des ostantarktischen Königin-Maud-Lands. Im südzentralen Teil der Langhovde liegt es am Ostufer der Lützow-Holm-Bucht. Im Tal befinden sich die Seen Yukidori Ike und Higasi-yukidori Ike. Es ist als besonders geschütztes Gebiet der Antarktis (ASPA-141) ausgewiesen.
Vermessungen und Luftaufnahmen nahmen Teilnehmer einer von 1957 bis 1962 durchgeführten japanischen Antarktisexpedition vor. Japanische Wissenschaftler benannten es 1972. Wissenschaftler des Norwegischen Polarinstituts übertrugen diese Benennung ins Norwegische.